# Nanyuki
Nanyuki ist die Hauptstadt des Laikipia Countys in Kenia. Sie hat schätzungsweise 50.000 Einwohner und liegt auf einer Höhe von 1986 Metern am Fuße des Mount Kenya am Äquator. Nanyuki wurde 1907 von britischen Siedlern gegründet und seit 1974 ist dort die Hauptbasis der kenianischen Luftwaffe.

## Tourismus
Nanyuki ist möglicher Ausgangspunkt für Mount Kenya-Besteigungen und Überquerungs-Bergtouren als geführte Hüttenwanderungen.
Nanyuki bietet einen Safari-Park, "Sweetwater Game Reserve", der gegen Eintritt mit eigenem Pkw oder Leihwagen  befahrbar ist. Der Park zeigt viele afrikanischen Wildtiere frei laufend.

## Söhne und Töchter der Stadt
- Meja Mwangi (* 1948), Schriftsteller